# قدورة فارس
عبد القادر إبراهيم فارس حامد واسمه الحركي قدورة فارس (أبو أدهم؛ وُلد في 13 يونيو 1962 في سلواد) سياسي فلسطيني ووزير سابق وأحد أعضاء المجلس التشريعي الفلسطيني الأول وأحد أعضاء حركة فتح. يشغل حاليًا رئيس جمعية نادي الأسير الفلسطيني. عُين في 7 أغسطس 2023 رئيسًا لهيئة شؤون الأسرى والمحررين بدرجة وزير وأُحيل إلى التقاعد في فبراير 2025.

## الحياة السياسية
انخرط قدورة فارس في الحياة السياسية بعد انضمامه إلى حركة فتح في عام 1978، عندما صار عضوًا في خلية عسكرية محلية أسمت نفسها نسور العاصفة.
اعتقل لأول مرة في 8 ديسمبر 1981 من منزله في سلواد ونقله الاحتلال الإسرائيلي إلى معتقل رام الله. وفي 15 نوفمبر 1982 حكمت المحكمة العسكرية الإسرائيلية في رام الله عليه بالسجن 15 عامًا في معتقل بئر السبع. نُقل في 2 يوليو 1984 إلى سجن الجنيد في نابلس.
في عام 1992، قاد إضراب الأسرى عن الطعام في سجن الجنيد.
بعد اتفاقيات أوسلو بين منظمة التحرير الفلسطينية وإسرائيل، بدأت إسرائيل بالإفراج عن أسرى فلسطينيين على شكل دفعات. أطلقت إسرائيل سراحه في 19 أغسطس 1994 ضمن دفعة بلغ عددها 135 أسيرًا وبشرط الإبعاد إلى أريحا.
شارك قدورة فارس عن دائرة رام الله والبيرة في الانتخابات التشريعية الفلسطينية في عام 1996 وفاز في الانتخابات بــ 20,980 صوت واستمر حتى عقد الانتخابات التشريعية الثانية في عام 2006.
عُين وزير دولة في حكومة أحمد قريع الثانية، وأُوكلت له مهام متابعة شؤون الجدار والاستيطان، واستمر في المنصب منذ 12 نوفمبر 2003 حتى 24 فبراير 2005.
ترشح ضمن قائمة حركة فتح لخوض الانتخابات التشريعية الفلسطينية 2021. أُعلن عن تأجيلها بمرسوم من الرئيس الفلسطيني محمود عباس في 30 أبريل 2021.
في 7 أغسطس 2023، عينه الرئيس الفلسطيني محمود عباس رئيسًا لهيئة شؤون الأسرى والمحررين بدرجة وزير. في 18 فبراير 2025 أُحيل إلى التقاعد بعد موقفه من القرار الرئاسي بتحويل ملف رواتب الأسرى إلى المؤسسة الفلسطينية للتمكين الاقتصادي.

## تصريحات
صرح قدورة فارس أن الاتفاق الائتلافي الإسرائيلي والذي تم بين حزبي الليكود وإسرائيل بيتنا، يهدد حياة وأرواح الأسرى الفلسطينيين ويجعلها قاعدة له. وعن إضراب الأسرى وإنتصارهم يعني أن التجربة فيها الكثير من الخلاصات والدروس والعبر، بأنه لن يكون عدوك "قدراً" مهما بلغ من عنجهية ووحشية وفاشية، طالما أنك تمتلك الإرادة والرؤية والمبادئ التي لا تتنازل عنها، والوحدة هي السبب الرئيسي بهذا الانتصار، الى جانب الجهود الحثيثة الأخرى.